# Idrijca
Idrijca – rzeka w Słowenii, na terenie Regional Park Zgornja Idrijca. Źródło rzeki znajduje się w Idrijsko hribovje, w pobliżu wsi Idrijska Bela, na wysokości 960 m n.p.m. Rzeka rozciąga się na 60 km i uchodzi do rzeki Socza we wsi Most na Soči.

## Urbanizacja
Miasta i wsie leżące nad rzeką Idrijcą:  

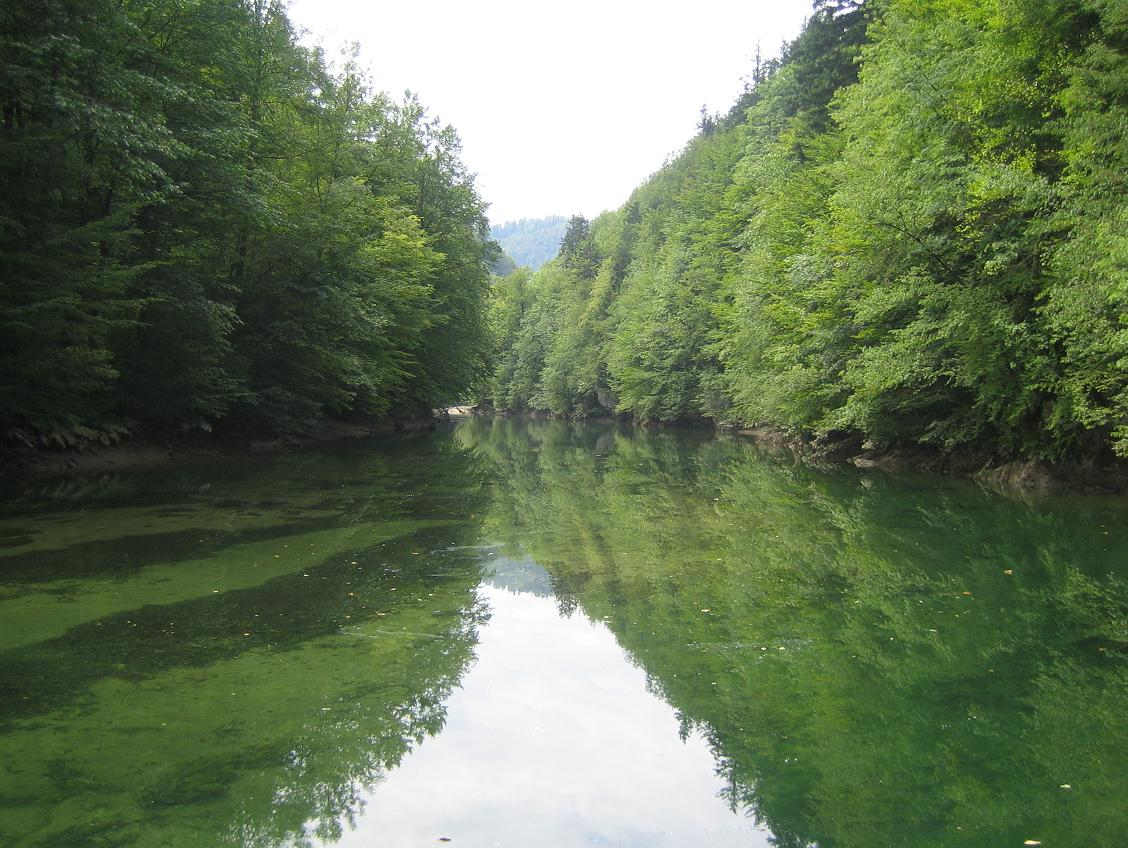
Rzeka Idrijca

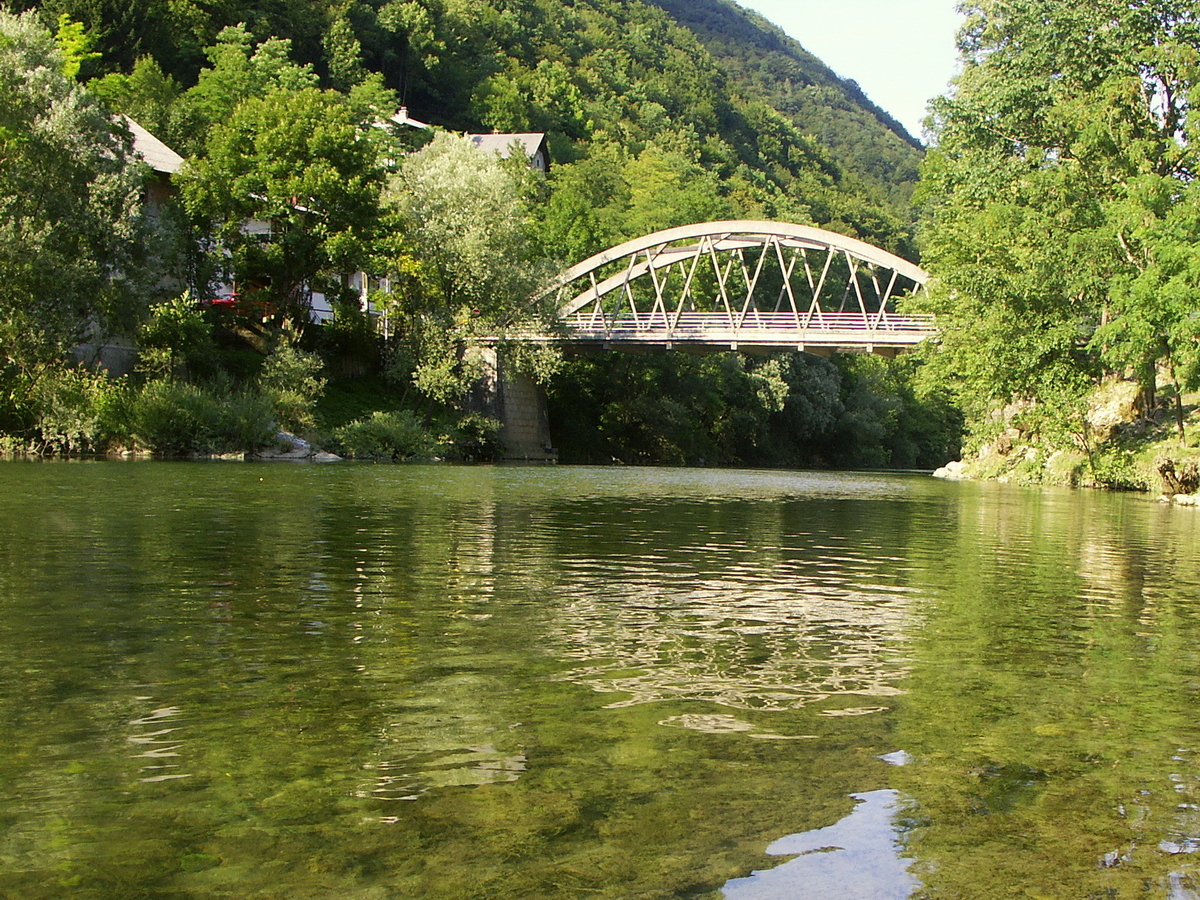
Idrijca we wsi Dolenja Trebuša

- Vojsko
- Čekovnik
- Idrijska Bela
- Idrija
- Spodnja Idrija
- Spodnja Kanomlja
- Jazne
- Travnik
- Otalež
- Masore
- Straža
- Reka
- Stopnik
- Dolenja Trebuša
- Slap ob Idrijci
- Idrija pri Bači
- Bača pri Modreju
- Most na Soči

## Dorzecze

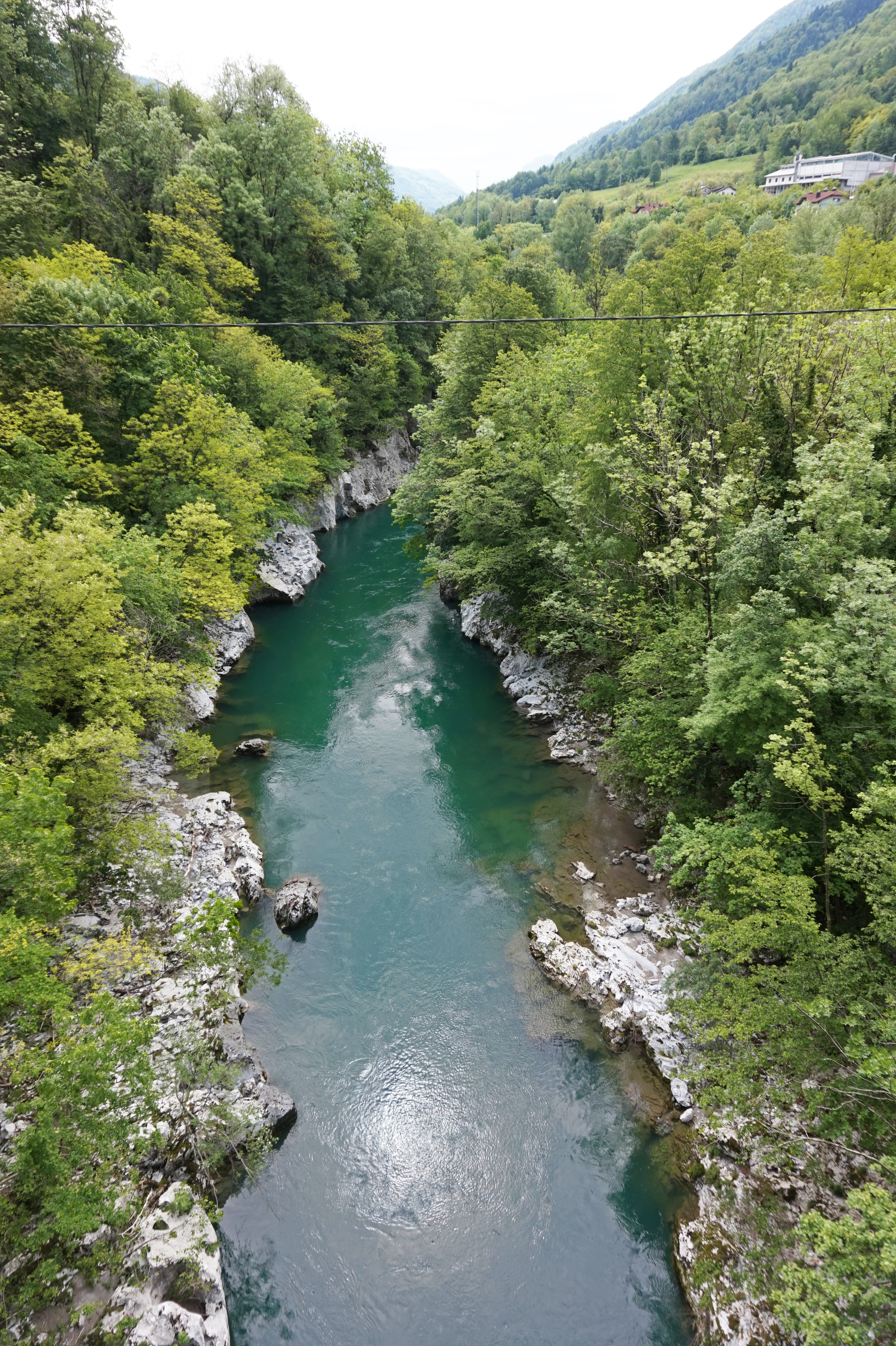

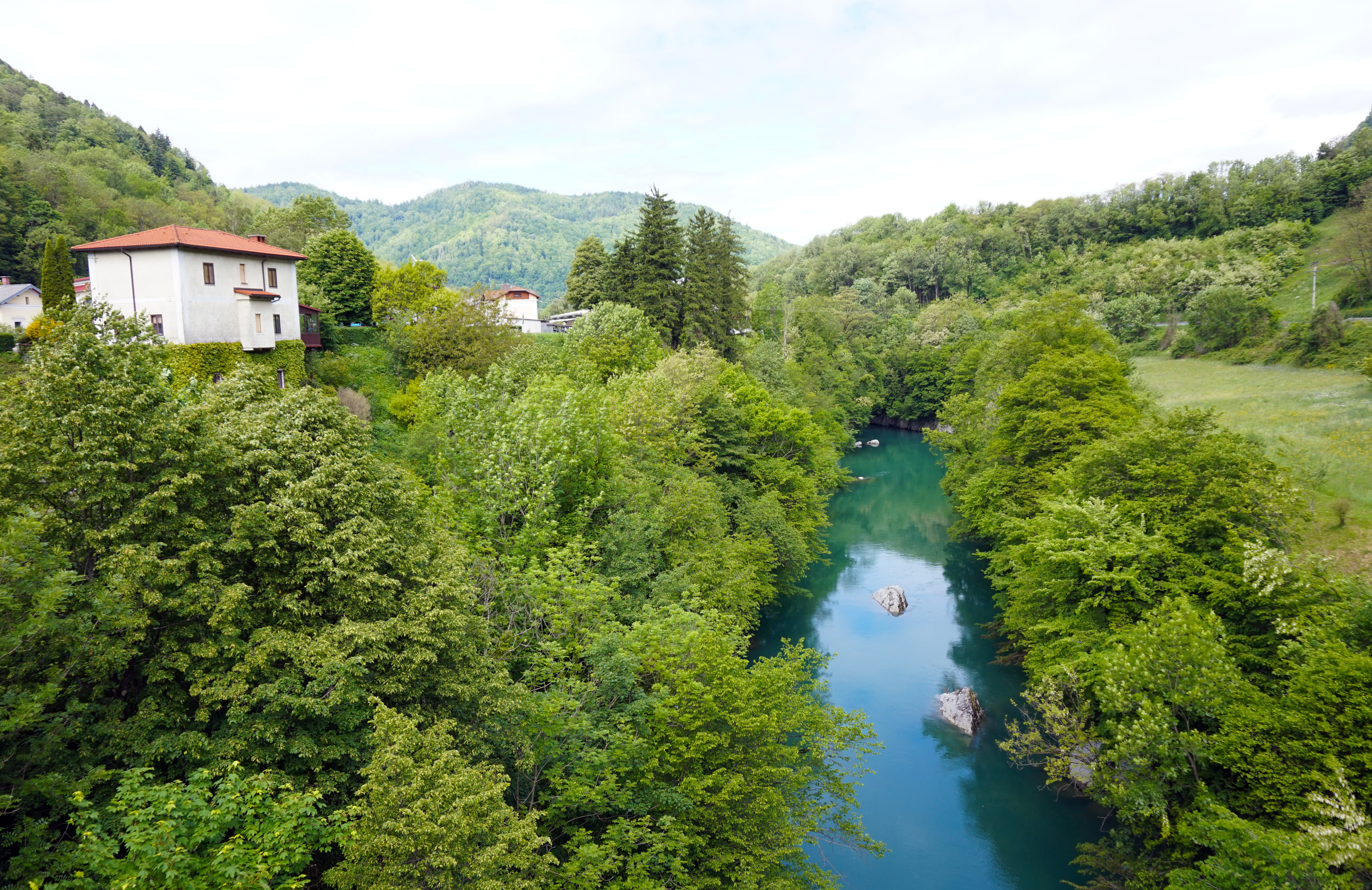

Dopływy Idrijcy (prawy-lewy):
- Črni potok (P)
- Bedrova grapa (P)
- Belca (P)
- Ljubevščica (P)
- Nikova (L)
- Kanomljica (L)
- Luknjica (P)
- Otuška (L)
- Cerknica (P)
- Jesenica (P)
- Kazarska grapa (P)
- Poličanka (P)
- Daberščak (P)
- Tilnik (P)
- Grapa pod šebreljskim vrhom (P)
- Trebušica (L)
- Bača (P)

## Fauna i flora
W rzece powszechnie występują ryby karpiowate, lipienie pospolite, oraz pstrągi tęczowe, brzany peloponeskie, brzany bałkańskie oraz głowacze białopłetwe, jelce nadkamienniki. Nad Idrijcą rosną kwiaty Primula carniolica oraz żyją wydry europejskie i raki strumieniowe. Występuje tam także największa populacja pstrąga marmurkowego w Słowenii. Ze względu na wartość przyrodniczą rzeka należy do programu Natura 2000.